# 赖兴巴赫 (上普法尔茨行政区)
赖兴巴赫（德語：Reichenbach，發音：[ˈʁaɪçn̩ˌbax] ⓘ）是德国巴伐利亚州上普法尔茨行政区卡姆县的市镇，总面积9.71平方千米，2023年12月31日总人口为1,340人。